# Muellerina eucalyptoides
Espèce
Classification phylogénétique
Muellerina eucalyptoides est une espèce de plantes à fleurs du genre Muellerina, famille des Loranthaceae.

## Description
Muellerina eucalyptoides est une plante parasite. Elle a un port pendulaire, contrairement aux autres espèces de Muellerina, mais elle a les longs stolons épicortaux de toutes les espèces de Muellerina.

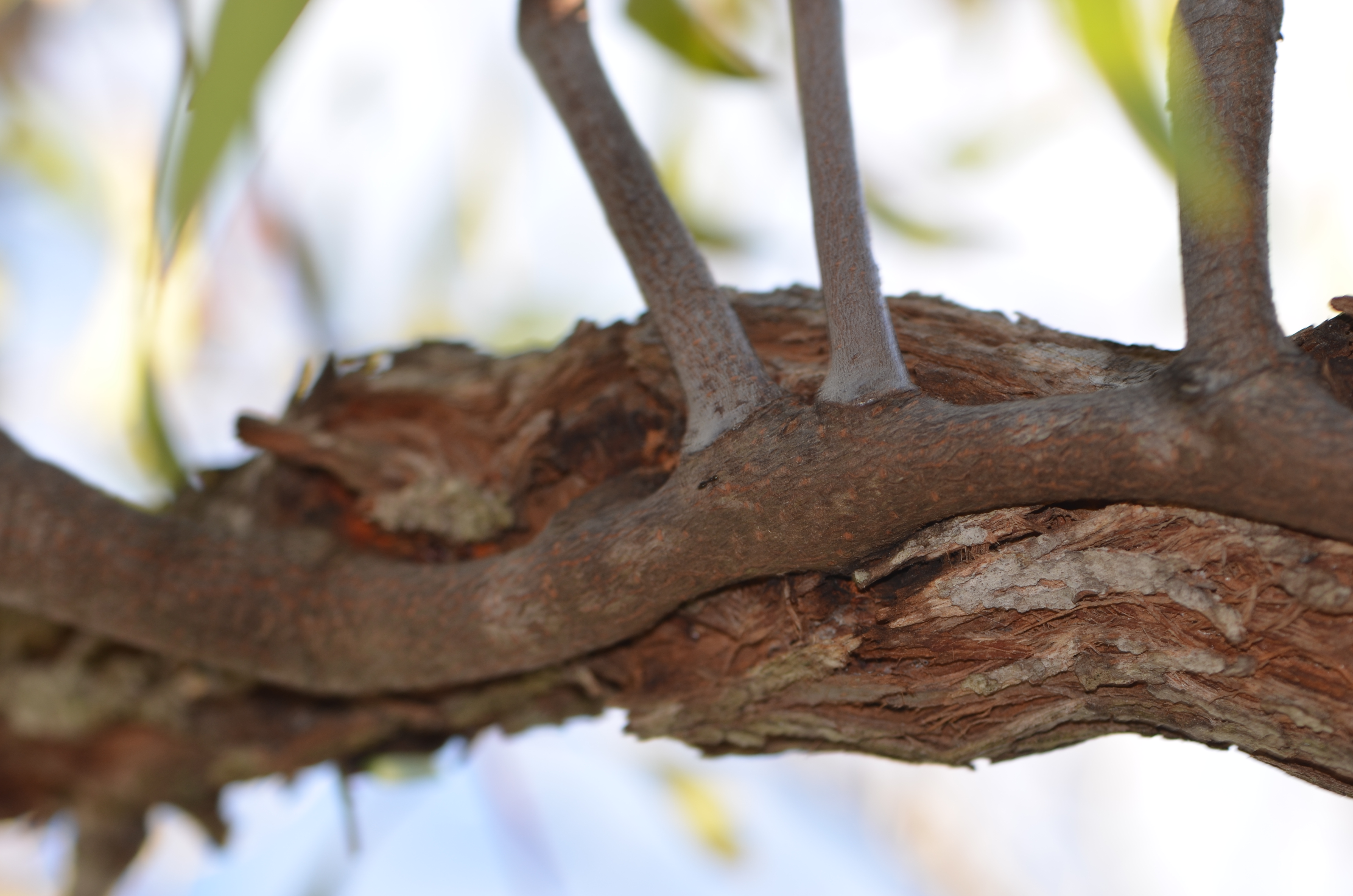
Détail d'une tige de Muellerina eucalyptoides sur une branche d’Angophora bakeri.

Les feuilles sont opposées avec une nervation indistincte. La floraison a lieu principalement en été, l'inflorescence est terminale, racémose avec généralement 3 ou 4 paires de fleurs, avec la fleur centrale sessile, les fleurs latérales sur des pédicelles. La corolle est courbée en bouton, libre. Les étamines sont inégales, avec des anthères dorsifixées et polyvalentes. Le fruit est en forme de poire.

## Répartition
Muellerina eucalyptoides est endémique de l'Australie.

## Écologie

### Insectes
Muellerina eucalyptoides est l'hôte des chenilles de Delias harpalyce, Delias nigrina, Ogyris abrota,  Ogyris genoveva, Ogyris ianthis, Opodiphthera loranthi, Comocrus behri.

### Plantes
Un inventaire des plantes hôtes de Muellerina eucalyptoides est donné par Downey (les espèces marquées par un astérisque sont exotiques de l'Australie) :
- Anacardiaceae : Schinus molle *
- Apocynaceae : Nerium oleander *
- Casuarinaceae : Allocasuarina littoralis, Allocasuarina torulosa, Allocasuarina verticillata, Casuarina glauca
- Celastraceae : Euonymus japonicus *
- Cupressaceae : Callitris endlicheri
- Fabaceae : Chamaecytisus palmensis *
- Fagaceae : Quercus humilis *,  Quercus robur *
- Loranthaceae :  Lysiana exocarpi, Muellerina celastroides, Muellerina eucalyptoides
- Magnoliaceae : Magnolia grandiflora*
- Meliaceae : Melia azedarach
- Mimosaceae : Acacia adunca, Acacia baileyana, Acacia binervata, Acacia decurrens, Acacia floribunda, Acacia fulva, Acacia implexa, Acacia linifolia, Acacia mearnsii, Acacia melanoxylon, Acacia paradoxa, Acacia prominens
- Myrtaceae : Angophora bakeri, Angophora costata, Angophora floribunda, Angophora hispida, Angophora subvelutina, Callistemon lanceolatus, Callistemon viminalis, Corymbia calophylla, Corymbia eximia, Corymbia ficifolia, Corymbia gummifera, Corymbia intermedia, Corymbia maculata, Eucalyptus acmenoides, Eucalyptus agglomerata, Eucalyptus amplifolia, Eucalyptus andrewsii, Eucalyptus bancroftii, Eucalyptus baueriana, Eucalyptus baxteri, Eucalyptus blakelyi, Eucalyptus bridgesiana, Eucalyptus camaldulensis, Eucalyptus crebra, Eucalyptus cypellocarpa, Eucalyptus dalrympleana, Eucalyptus dealbata, Eucalyptus dwyeri, Eucalyptus eugenioides, Eucalyptus globoidea, Eucalyptus goniocalyx, Eucalyptus grandis, Eucalyptus haemastoma, Eucalyptus laevopinea, Eucalyptus longifolia, Eucalyptus mannifera, Eucalyptus melanophloia, Eucalyptus melliodora, Eucalyptus moluccana, Eucalyptus muelleriana, Eucalyptus notabilis, Eucalyptus obliqua, Eucalyptus ovata, Eucalyptus paniculata, Eucalyptus parramattensis, Eucalyptus parvula, Eucalyptus pauciflora, Eucalyptus pilularis, Eucalyptus piperita, Eucalyptus polyanthemos, Eucalyptus prava, Eucalyptus propinqua, Eucalyptus punctata, Eucalyptus racemosa, Eucalyptus radiata, Eucalyptus resinifera, Eucalyptus rossii, Eucalyptus saligna, Eucalyptus scoparia, Eucalyptus siderophloia, Eucalyptus sideroxylon, Eucalyptus sieberi, Eucalyptus sparsifolia, Eucalyptus squamosa, Eucalyptus tereticornis, Eucalyptus umbra, Eucalyptus viminalis, Eucalyptus willisii, Kunzea ambigua, Kunzea ericoides, Leptospermum trinervium, Leptospermum laevigatum, Leptospermum polygalifolium, Melaleuca ericifolia, Melaleuca linariifolia, Melaleuca styphelioides
- Platanaceae : Platanus orientalis *
- Rosaceae : Crataegus monogyna *, Crataegus oxyacantha *, Photinia serratifolia *, Prunus armeniaca *, Prunus avium *, Prunus domestica *, Prunus persica *, Pyrus communis *
- Santalaceae : Exocarpos cupressiformis
- Sterculiaceae : Brachychiton populneus
- Ulmaceae : Ulmus procera *

## Source de la traduction
- (en) Cet article est partiellement ou en totalité issu de l’article de Wikipédia en anglais intitulé « Muellerina eucalyptoides » (voir la liste des auteurs).